# Шпанско-француски рат
Шпанско-француски рат вођен је у периоду 1635-1659. године за превласт у Европи.

## Увод
Борба за превласт у Европи између Шпаније и Француске, која је трајала преко пола 16. века није престала ни у 17. веку када је Француска реорганизованом и повећаном армијом припремала успостављање своје хегемоније.

## Рат
У почетку Тридесетогодишњег рата Француска се супротставила успону Хабзбурговаца прикривеном подршком њихових противника – немачких протестантских кнежева и Шведске, а затим 1635. године објавила рат Шпанији, што представља почетак шпанско-француског рата. Исте године, Француска је заузела острво Гваделуп и Мартиник чиме се шпанска колонијална империја почела расипати.
Ослабљена отцепљењем Португалије која је 1640. године поново прогласила своју независност и побунама у Каталонији, Андалузији, Валенсији и другим провинцијама, Шпанија, која је после Тридесетогодишњег рата продужила рат са Француском, нашла се у тешкој ситуацији. Најзад, поред немачких и низоземских протестантских кнежева и папске државе, Француској се придружила и Енглеска 1654. године која је својом јаком флотом допринела да се сруши премоћ Шпаније (Англо-шпански рат). Пиринејским миром из 1659. године Шпанија је изгубила положај велике силе у Европи.